# Baza lotnicza Amdierma-2
Baza lotnicza Amdierma-2 (ros. А́мдерма-2, ICAO: ULDR) (nieoficjalnie: Rogaczowo) – baza lotnicza Sił Powietrznych Federacji Rosyjskiej, położona na Nowej Ziemi.

## Położenie
Baza lotnicza leży w obwodzie archangielskim na Wyspie Południowej archipelagu Nowa Ziemia, w granicach administracyjnych osady Rogaczowo, 9 km na północny wschód od osiedla Biełuszja Guba.

## Historia
Od 1972 roku na lotnisku stacjonował 641. Pułk Lotnictwa Myśliwskiego radzieckich sił obrony powietrznej. W skład 641. PLM wchodziły samoloty: Jak-28P, Su-27. W 1993 roku 641. PLM przeniesiono do Afrikandy.
Do 2012 roku linia lotnicza Nordavia dwa razy w tygodniu wykonywała loty pasażerskie na trasie Tałagi – Amdierma-2 – Tałagi samolotem An-24.
We wrześniu 2012 roku upubliczniono plany umieszczenia w bazie myśliwców przechwytujących MiG-31. W styczniu 2013 roku wycofano się jednak z tych planów.
Pod koniec 2014 roku poinformowano, że lotnisko będzie wykorzystywane jako jeden z punktów stacjonowania sił Zjednoczonego Dowództwa Strategicznego „Północ” oficjalnie utworzonego 1 grudnia 2014 roku.
Od 5 listopada 2015 roku Aviastar Petersburg wykonuje loty pasażerskie i towarowe na Tałagi – Amdierma-2 – Tałagi samolotami An-24 i An-26.

## Drogi startowe i operacje lotnicze
Operacje lotnicze wykonywane są z betonowej drogi startowej:
- RWY 16/34, 2500 × 40 m